# Church Rock (Nuevo México)
Church Rock es un lugar designado por el censo ubicado en el condado de McKinley en el estado estadounidense de Nuevo México. En el Censo de 2010 tenía una población de 1128 habitantes y una densidad poblacional de 186,44 personas por km².

## Geografía
Church Rock se encuentra ubicado en las coordenadas 35°31′50″N 108°37′5″O / 35.53056, -108.61806. Según la Oficina del Censo de los Estados Unidos, Church Rock tiene una superficie total de 6.05 km², de la cual 5.98 km² corresponden a tierra firme y (1.16%) 0.07 km² es agua.

## Demografía
Según el censo de 2010, había 1128 personas residiendo en Church Rock. La densidad de población era de 186,44 hab./km². De los 1128 habitantes, Church Rock estaba compuesto por el 0.44% blancos, el 0.27% eran afroamericanos, el 98.67% eran amerindios, el 0% eran asiáticos, el 0% eran isleños del Pacífico, el 0% eran de otras razas y el 0.62% pertenecían a dos o más razas. Del total de la población el 3.63% eran hispanos o latinos de cualquier raza.

## Minería del Uranio
El 16 de julio de 1979, el dique en el molino de uranio de Church Rock de la empresa United Nuclear Corporation (basada en Virginia) se rompió y derramó 1.100 toneladas de mineral de uranio procesado y 360.000 m³ de fluidos de  metales pesados hacia el  Río Puerco. Esto fue el derrame más grande de desechos nucleares en la historia de Estados Unidos, pero sino hasta recientemente, no se llevó a cabo ningún estudio epidemiológico de los efectos sobre la población. Con la declinación del mercado del uranio, dos de las minas fueron cerradas en el año 1983 y una tercera fue cerrada en febrero de 1986.
En el año 2003 el Capítulo Churchrock de la Nación navajo inició el proyecto de Monitoreo del Uranio de Church Rock para evaluar el impacto ambiental de las minas de uranio y crear una capacidad para llevar a cabo investigaciones realizadas por la comunidad que tengan implicaciones políticas. En su informe de mayo de 2007 indicó que encontraron que existe una significativa radiación en el área proveniente de fuentes tanto naturales como mineras; la comunidad está dedicada a remediar tanto como se pueda este problema.
En el año 2005 la Nación Navajo prohibió cualquier desarrollo extra de la minería del uranio dentro del territorio de la nación. En el año 2008 la Agencia de Protección Ambiental de Estados Unidos y la Nación Navajo iniciaron un plan de cinco años para identifica y limpiar las áreas contaminadas por la minería del uranio; siendo la prioridad las estructuras y fuentes de agua.